# Enrique Basadre Pastor
Enrique Jorge Roberto Basadre Pastor (Lima, 1890- ?, siglo XX) fue un funcionario y diplomático peruano. Partidario del presidente Augusto B. Leguía.

## Biografía
Hijo del médico y político Enrique Basadre Stevenson y de Narcisa Pastor Ruiz. Hermano de Eduardo C. Basadre Pastor que también fue médico y diputado.
Cursó su educación secundaria en el Colegio Nacional Nuestra Señora de Guadalupe, donde tuvo por condiscípulos a Abraham Valdelomar, Manuel Augusto Bedoya Lerzundi, Felipe Cossío del Pomar, Santiago Antúnez de Mayolo, Eulogio Castillo, entre otros.
Luis Alberto Sánchez, en su biografía de Valdelomar, es quien lo menciona entre aquellos compañeros de estudio del escritor que luego destacaron en la vida nacional. Lo describe como «un apuesto adolescente», dado «a la elegancia y al sibaritismo», asemejándose en ese aspecto a Valdelomar. En otro de sus escritos, Sánchez dice que fue un «dandy, galantuomo, quien, sin ser escritor, representó un aspecto estético de la vida; fue la sensualidad en persona hasta su prematura muerte».
En 1911 era amanuense en la Dirección de Gobierno del Ministerio de Gobierno, Policía, Correos y Telégrafos, del que entonces era titular su padre, en el primer gobierno de Augusto B. Leguía.
Al igual que su hermano Eduardo, fue leal partidario del presidente Leguía desde que este hiciera su aparición en la escena política. Dicho caudillo, luego de su primer gobierno de 1908 a 1912, volvió al poder en 1919 mediante un golpe de Estado, inaugurando el periodo conocido como el Oncenio. 
El 20 de octubre de 1920 fue nombrado cónsul del Perú en Nápoles, pero renunció en diciembre del mismo año.
El Congreso del Perú, por Resolución Legislativa N.º 6329 de 16 de noviembre de 1928, le reconoció sus servicios prestados a la Nación entre 1918 y 1927.